# シャーロット・モーター・スピードウェイ
シャーロット・モーター・スピードウェイ（英: Charlotte Motor Speedway）は、アメリカ合衆国のノースカロライナ州コンコードにあるオーバルトラック。1周1.5マイル(2,400m)。観客席数は16万5000席。敷地内にはドラッグレース用1/4マイルコースやダートオーバルなども存在する。

## 概要
1959年着工、1960年竣工。1999年2月にロウズ（Lowe's）がネーミングライツを取得し、ロウズ・モーター・スピードウェイと変更された。ロウズとサーキットの間のネーミングライツ契約は2009年まで有効になっていたが、ロウズでは同契約を延長しない方針を発表。このため2010年、旧名である現在の名称に再度変更された。別名はThe Beast of the Southeast。
付近にNASCARの本部が存在し、90%のチームが80km圏内にファクトリーを構えていることから、NASCAR発祥の地であるデイトナ・インターナショナル・スピードウェイに続き「第2の聖地」とも呼ばれる。なおサーキット名称には「シャーロット」の名前が冠せられているが、サーキットの場所自体は前述するように北東郊のコンコードである。
NASCARはモンスターエナジー・NASCARカップ・シリーズ、エクスフィニティ・シリーズが5月と9月の2度開催、ガンダー・アウトドアーズ・トラック・シリーズは5月の1回開催。5月開催はシリーズ最長のコカ・コーラ600であるだけでなく、それに加えオールスターへの予選であるモンスターエナジー・オープン、そしてモンスターエナジー・NASCARオールスターレースとビッグイベントが開催されるため、聖地らしい盛り上がりを見せる。2018年から、インフィールドセクションを使ったローバルコースを第29戦、プレーオフ(チェイス)のラウンド・オブ・シックスティーン最終戦が行われるようになった。

## トラックの特徴
- オーバルコース寸法

|                        | 個数                   | 長さ                  | バンク角           |
| ---------------------- | ---------------------- | --------------------- | ------------------ |
| フロントストレッチ     | 1                      | 1980フィート(603.5m)  | 5°                 |
| バックストレッチ       | 1                      | 1800フィート(548.6m)  | 5°                 |
| ターン                 | 4                      | 4140フィート(1261.9m) | 24°                |
| 全長：1.5マイル(2414m) | 全長：1.5マイル(2414m) | 路面：アスファルト    | 路面：アスファルト |

1.5マイルの24度バンククアッドオーバルという形状、そして例によって設置されるホームストレッチとピットレーンをまたぐカートレース用1/4マイルオーバルと、アトランタやテキサスと兄弟トラックであると言える。テキサスに比べると全体的にターンがタイトなため、バックストレッチが長くフロントストレッチが短いという点はあるが、レコードタイムはほぼ同一なため、走りやすさ自体はあまり変わらない模様。以前はアウトライン側は使いにくいと言われていたが、マシンがカー・オブ・トゥモロー（CoT）に切り替わった関係もあるのか、アウトラインでもさほど不利では無くなっている。以前はフロントストレッチとバックストレッチが平行で無く、ターン1/2側が緩く、ターン3/4側がきついアールとなっていたが、2005年の改修で平行になるようにされている。

### zMAX・ドラッグウェイ
zMAX・ドラッグウェイは、スピードウェイから10kmの位置にあるドラッグレースコースである。2008年8月に開業した新しいコースで、全面コンクリート舗装、4レーンレイアウトという国内唯一の特徴をもつ。

## インディカー
インディカー・シリーズでは1997年から1999年まで使用していた。しかし1999年にクラッシュで吹き飛んだタイヤが観客席に飛び込み3人死亡、8人重軽傷という事故が起こりレースキャンセル、その後開催は無くなっている。

## レコード
- 最多勝…6勝（ボビー・アリソン、ダレル・ウォルトリップ・ジミー・ジョンソンの3名）
- 最多出走…64回（リチャード・ペティ）
- 最多ポールポジション…21回（ダビッド・パーソン）
- 最多リードラップ…2339周（ボビー・アリソン）
- スプリントカップ予選レコード…デニー・ハムリン（195.624mph/27.604秒、2013年）
- ネーションワイドシリーズ予選レコード…ジミー・ジョンソン（184.445mph/29.277秒、2003年）
- キャンピングワールドトラックシリーズ予選レコード…マイク・スキナー（183.051mph/29.500秒、2005年）